# EA-4026
EA-4026 é um agente químico sintético de formulação C27H44Br2N6O4.